# Masa grasa relativa
La masa grasa relativa (RFM, por sus siglas en inglés, Relative Fat Mass) es una fórmula simple para la estimación del sobrepeso u obesidad en humanos que solo requiere un cálculo basado en una relación de medidas de altura y cintura.
El alto contenido de grasa corporal se asocia con mayores riesgos de mala salud y mortalidad temprana. RFM es un procedimiento antropométrico simple que se afirma que es más conveniente que el porcentaje de grasa corporal y más preciso que el índice de masa corporal (IMC) tradicional. 
La proporción de la altura del paciente y la medida de la cintura, ambas en metros, se multiplica por 20 antes de restar de un número (que se muestra en negrita a continuación) que se ajusta a las diferencias de género y altura: 
- RFM para hombres adultos: 64-20 × (altura/circunferencia de la cintura)
- RFM para mujeres adultas: 76-20 × (altura/circunferencia de la cintura)

Aunque generalmente se valida en una base de datos de unos 12,000 adultos, el RFM aún no se ha evaluado en estudios longitudinales de grandes poblaciones para identificar el RFM normal o anormal en relación con problemas de salud relacionados con la obesidad. 